# Eniroruuri
Eniroruuri ist ein Motu des Rongelap-Atolls der pazifischen Inselrepublik Marshallinseln.

## Geographie
Eniroruuri liegt im südlichen Riffsaum am Enigan Pass, gegenüber von Enigan. Sie ist knapp drei Kilometer entfernt vom östlich gelegenen Bikien. Die Insel ist unbewohnt und seit dem Kernwaffentest der Bravo-Bombe atomar verseucht.